# Lijst van gemeentelijke monumenten op de Zaanse Schans
De Zaanse Schans, onderdeel van de gemeente Zaanstad, kent verschillende gemeentelijke monumenten. Hieronder een overzicht.
| Object                                                                            | Bouwjaar | Architect | Locatie                                | Coördinaten                   | Nr.        | Afbeelding                                                                        |
| --------------------------------------------------------------------------------- | -------- | --------- | -------------------------------------- | ----------------------------- | ---------- | --------------------------------------------------------------------------------- |
| Klein woonhuis met aangebouwde schuur                                             |          |           | De Kwakels 1                           | 52° 28' 20" NB, 4° 49' 1" OL  | 0479/WN116 | Klein woonhuis met aangebouwde schuur                                             |
| Biksteen en slijpmolen ´de Windhond´ bij scheepswerf Brouwer                      |          |           | De Kwakels 2, bij                      |                               | 0479/WN117 | Biksteen en slijpmolen ´de Windhond´ bij scheepswerf Brouwer                      |
| Koopmanshuis (´Juffrouw Albestel´)                                                |          |           | Kalverringdijk 10                      | 52° 28' 23" NB, 4° 49' 1" OL  | 0479/WN145 | Koopmanshuis (´Juffrouw Albestel´)                                                |
| Koopmanshuis                                                                      |          |           | Kalverringdijk 8                       | 52° 28' 19" NB, 4° 48' 56" OL | 0479/WN146 | Koopmanshuis                                                                      |
| Scheepsbouwloods wed. K. Brouwer c.a. (incl. scheepshelling en buitenstookplaats) |          |           | Kraaienpad (ook wel Kwakels 2)         |                               | 0479/WN153 | Scheepsbouwloods wed. K. Brouwer c.a. (incl. scheepshelling en buitenstookplaats) |
| Voorm. graanpakhuis 'de Bonte Kraai'                                              |          |           | Kraaienpad 1                           | 52° 28' 23" NB, 4° 49' 14" OL | 0479/WN154 | Voorm. graanpakhuis 'de Bonte Kraai'                                              |
| Voorm. molenschuur 'de Bezem'                                                     |          |           | Kraaienest 1-3                         | 52° 28' 25" NB, 4° 49' 15" OL | 0479/WN150 | Voorm. molenschuur 'de Bezem'                                                     |
| Houten voorm. pakhuis 'de Vrede', nu klompenmakerij (klompenmuseum)               |          |           | Kraaienest 4                           | 52° 28' 23" NB, 4° 49' 11" OL | 0479/WN151 | Houten voorm. pakhuis 'de Vrede', nu klompenmakerij (klompenmuseum)               |
| Weidemolen De Hadel´                                                              |          |           | Kraaienest(Zeilenmakerspad 5, bij nr.) |                               | 0479/WN152 | Weidemolen De Hadel´                                                              |
| Houten arbeiderswoning                                                            |          |           | Zeilenmakerspad 5                      | 52° 28' 24" NB, 4° 49' 6" OL  | 0479/WN188 | Houten arbeiderswoning                                                            |
| Voorm. houten pakhuis 'de Lelie´                                                  |          |           | Zeilenmakerspad 7                      | 52° 28' 24" NB, 4° 49' 6" OL  | 0479/WN189 | Voorm. houten pakhuis 'de Lelie´                                                  |